# Rincón de la Vieja
Rincón de la Vieja – trzeci pod względem wielkości kompleks wulkaniczny (stratowulkan) w Kostaryce.
Rincón de la Vieja (Zakątek starej damy) wznosi się na wysokość 1916 m n.p.m. i znajduje się w Cordillera de Guanacaste w obrębie Parku Narodowego Rincón de la Vieja. Jego wiek datuje się na ok. milion lat. W skład wulkanu wchodzi dziewięć kraterów, z których wyróżniają się Rincón – 1806 m, Von Seebach – 1895 m i Santa María – 1916 m. Główny krater Rincón de la Vieja ma kształt elipsy. Ma 100 metrów głębokości i ok. 500 metrów szerokości. Wulkan jest cały czas aktywny. Z jego wnętrz wydobywa się para i związki siarczanowe.
Ostatnią dużą erupcję odnotowano w latach 1966–1970. Mniejsze występowały w 1984, 1991 i 1996 roku. Na południe od krateru znajdują się słodkowodne jeziora, wodospady i tereny zwane Las Hornillas i Las Pailas.
Nazwa wulkanu została nadana przez Indian ze szczepu Guatuso, którzy wierzyli, że na stoku żyje stara czarownica, która zionęła ogniem, kiedy była zdenerwowana.